# 스페인 U-15 축구 국가대표팀
스페인 U-15 축구 국가대표팀(스페인어: selección de fútbol sub-15 de España)은 스페인을 대표하는 15세 이하의 축구 국가대표팀으로, 스페인의 축구 관리 기관인 스페인 왕립 축구 연맹의 관리를 받는다. U-15 네이션스컵과 같은 토너먼트에 참가하고 있다. 